# Kotoriba
Kotoriba är en ort i Kroatien.   Den ligger i länet Međimurje, i den nordöstra delen av landet, 90 km nordost om huvudstaden Zagreb. Kotoriba ligger 134 meter över havet och antalet invånare är 3 349.
Terrängen runt Kotoriba är platt. Runt Kotoriba är det ganska tätbefolkat, med 120 invånare per kvadratkilometer. Närmaste större samhälle är Prelog, 15,7 km väster om Kotoriba. Trakten runt Kotoriba består till största delen av jordbruksmark.